# 橋子頭 (彰化縣)
橋子頭，原寫為橋仔頭，是臺灣彰化縣花壇鄉的一個傳統地域名稱，位於該鄉中部至東部。相較於今日行政區，其範圍大致包括橋頭村、灣雅村、灣東村。

## 歷史
台灣清治末期至日治初期，橋子頭地區為一街庄，稱為「橋仔頭庄」，隸屬於燕霧上堡。該庄北與白沙坑庄為鄰，東北一小段與大竹圍庄為鄰，東與快官庄、舊社庄為鄰，南邊為三家春庄，西邊為茄苳腳庄。
1901年（日治明治三十四年）11月，該庄隸屬於彰化廳。1909年（明治四十二年）10月，改隸屬於臺中廳。1920年（大正九年），該庄改制並雅化為「橋子頭」大字，隸屬於臺中州彰化郡花壇庄，大字下有「橋子頭」、「內庄」、「灣子口」小字名。
戰後花壇庄改制為花壇鄉，隸屬於彰化縣，大字亦改制為村。因人口增加，本地區已拆分成多個村。

## 交通
台鐵縱貫線大致以北北西—南南東走向經過橋子頭西北部邊界外不遠處，並設有花壇車站，屬甲種簡易站，僅停靠區間車。
省道台1線（中山路一段）又稱「縱貫公路」，是台北至屏東楓港的幹道，大致以西北—東南走向經過本地區西北部，往西北轉北可前往彰化、清水、頭份等地，往東南轉南可前往員林、西螺、斗南等地。
省道台74甲線又稱「彰化東外環道」，為省道台74線往南延伸的幹道，大致以東北—西南走向轉東北東—西南西走向由東北至西貫穿本地區，往東北可前往快官交流道接國道3號，亦可續行省道台74線本線以前往台中地區；往西南西可前往花壇地區金墩聚落旁接省道台1線。
縣道137號（彰員路二段～一段）是彰化至二水源泉的道路，主要沿八卦台地西側山麓地帶而行，大致以西北—東南走向經過本地區中西部，往北可前往彰化，往南可前往員林、田中、二水等地的八卦台地山麓地帶。
縣道144甲線（中正路）是福興至花壇赤塗崎的道路，經過本地區西北端凸出部分，往西繞過花壇車站可前往員林大排接縣道144號本線，往東可前往赤塗崎接縣道137號。

## 學校
- 花壇國小（小部分）